# Ed Murphey Classic 2021
Das Ed Murphey Classic 2021 war eine Leichtathletik-Veranstaltung die am 14. August 2021 im Leichtathletikstadion der Christian Brothers High School in Memphis im US-Bundesstaat Tennessee stattfand. Es war Teil der World Athletics Continental Tour zählte zu den Bronze-Meetings, der dritthöchsten Kategorie dieser Leichtathletik-Serie.

## Resultate

### Männer

#### 100 m
| Platz | Athlet          | Land | Zeit (s)  |
| ----- | --------------- | ---- | --------- |
| 1     | Marvin Bracy    | USA  | 09,85 =PB |
| 2     | Jerome Blake    | CAN  | 10,06     |
| 3     | Cejhae Greene   | ATG  | 10,08     |
| 4     | Kyree King      | USA  | 10,10     |
| 5     | Jevaughn Minzie | JAM  | 10,15     |
| 6     | Chris Royster   | USA  | 10,26     |
| 7     | Mike Rodgers    | USA  | 10,30     |
| 8     | Brandon Carnes  | CAN  | 10,32     |

Wind: −0,4 m/s

#### 200 m
| Platz | Athlet             | Land | Zeit (s) |
| ----- | ------------------ | ---- | -------- |
| 1     | Kyree King         | USA  | 20,15    |
| 2     | Jevaughn Minzie    | JAM  | 20,41    |
| 3     | Devon Allen        | USA  | 20,57    |
| 4     | Aldrich Bailey     | USA  | 20,73    |
| 5     | Kahmari Montgomery | USA  | 21,05    |
| 6     | Chris Royster      | USA  | 21,29    |

Wind: +2,0 m/s

#### 400 m
| Platz | Athlet           | Land | Zeit (s) |
| ----- | ---------------- | ---- | -------- |
| 1     | Machel Cedenio   | TTO  | 45,98    |
| 2     | Khallifah Rosser | USA  | 46,35    |
| 3     | Javon Francis    | JAM  | 47,84    |
| 4     | Trevon Sanders   | USA  | 49,73    |

#### 800 m
| Platz      | Athlet              | Land | Zeit (min) |
| ---------- | ------------------- | ---- | ---------- |
| 1          | Jesús Tonatiú López | MEX  | 1:46,03    |
| 2          | Festus Lagat        | KEN  | 1:46,21    |
| 3          | Abraham Alvarado    | USA  | 1:46,59    |
| 4          | Brannon Kidder      | USA  | 1:47,93    |
| 5          | Alex Amankwah       | GHA  | 1:48,10    |
| 6          | Jonathan Moore      | USA  | 1:53,49    |
| 7          | Edose Ibadin        | NGR  | 1:53,55    |
|            | Quamel Prince       | GUY  | DNF        |
| Tripp Hurt | USA                 | DNF  |            |

#### 1500 m
| Platz | Athlet          | Land | Zeit (min) |
| ----- | --------------- | ---- | ---------- |
| 1     | Henry Wynne     | USA  | 3:37,07    |
| 2     | Samuel Prakel   | USA  | 3:37,47    |
| 3     | Tripp Hurt      | USA  | 3:38,17    |
| 4     | Peter Callahan  | BEL  | 3:38,24    |
| 5     | Archie Davis    | USA  | 3:38,49    |
| 6     | Paul Ryan       | USA  | 3:38,96    |
| 7     | Waleed Suliman  | USA  | 3:39,04    |
| 8     | Vincent Ciattei | USA  | 3:39,11    |
| 9     | Joshua Thompson | USA  | 3:39,32    |
| 10    | Eric Avila      | USA  | 3:39,61    |
| 11    | Casey Comber    | USA  | 3:41,67    |
| 12    | Izaic Yorks     | USA  | 3:42,82    |
| 13    | Kevin Kelly     | IRL  | 3:44,40    |
|       | Jonah Koech     | USA  | DNF        |

#### 3000 m
| Platz | Athlet               | Land | Zeit (min) |
| ----- | -------------------- | ---- | ---------- |
| 1     | David Ribich         | USA  | 7:50,22    |
| 2     | Jordan Gusman        | MLT  | 7:50,57    |
| 3     | Jean-Simon Desgagnés | CAN  | 7:53,01    |
| 4     | Garrett Heath        | USA  | 7:56,63    |
|       | Kendall Muhammad     | USA  | DNF        |

#### 110 m Hürden
| Platz | Athlet          | Land | Zeit (s) |
| ----- | --------------- | ---- | -------- |
| 1     | Devon Allen     | USA  | 13,14    |
| 2     | Michael Dickson | USA  | 13,48    |
| 3     | Aaron Mallett   | USA  | 13,57    |
| 4     | Isaiah Moore    | USA  | 13,74    |

Wind: +0,3 m/s

#### Kugelstoßen
| Platz | Athletin     | Land | Weite (m) |
| ----- | ------------ | ---- | --------- |
| 1     | Darrell Hill | USA  | 20,79     |
| 2     | Roger Steen  | USA  | 20,52     |
| 3     | Nick Ponzio  | ITA  | 20,47     |

### Frauen

#### 100 m
| Platz | Athlet         | Land | Zeit (s) |
| ----- | -------------- | ---- | -------- |
| 1     | Kiara Parker   | USA  | 11,30    |
| 2     | Mikiah Brisco  | USA  | 11,31    |
| 3     | Dezerea Bryant | USA  | 11,32    |
| 4     | Lynna Irby     | USA  | 11,45    |
| 5     | Brittany Brown | USA  | 11,56    |
| 6     | Tynia Gaither  | BAH  | 11,58    |

Wind: −1,2 m/s

#### 200 m
| Platz | Athlet          | Land | Zeit (s) |
| ----- | --------------- | ---- | -------- |
| 1     | Dezerea Bryant  | USA  | 22,78    |
| 2     | Brittany Brown  | USA  | 23,05    |
| 3     | Tynia Gaither   | BAH  | 23,33    |
| 4     | Kennedi Sanders | USA  | 23,51    |

Wind: −0,1 m/s

#### 400 m
| Platz | Athlet           | Land | Zeit (s) |
| ----- | ---------------- | ---- | -------- |
| 1     | Shamier Little   | USA  | 50,65    |
| 2     | Jessica Beard    | USA  | 50,85    |
| 3     | Anastasia Le-Roy | JAM  | 54,15    |

#### 800 m
| Platz | Athlet              | Land | Zeit (min) |
| ----- | ------------------- | ---- | ---------- |
| 1     | Allie Wilson        | USA  | 2:00,42    |
| 2     | Nia Akins           | USA  | 2:00,76    |
| 3     | Rebecca Mehra       | USA  | 2:00,82    |
| 4     | Julianne Labach     | CAN  | 2:00,88    |
| 5     | Danielle Jones      | USA  | 2:01,22    |
| 6     | Lindsey Butterworth | CAN  | 2:01,57    |
| 7     | Ashley Taylor       | CAN  | 2:04,24    |
| 8     | Angel Piccirillo    | USA  | 2:05,34    |

#### 1500 m
| Platz               | Athlet           | Land | Zeit (min) |
| ------------------- | ---------------- | ---- | ---------- |
| 1                   | Rebecca Mehra    | USA  | 4:04,90    |
| 2                   | Natalia Hawthorn | CAN  | 4:06,51    |
| 3                   | Nikki Hiltz      | USA  | 4:08,91    |
| 4                   | Chanelle Price   | USA  | 4:11,13    |
| 5                   | Samantha George  | USA  | 4:11,93    |
| 6                   | Alex Wilson      | USA  | 4:14,01    |
| 7                   | Kelsey Harris    | USA  | 4:14,47    |
| 8                   | Karisa Nelson    | USA  | 4:15,11    |
| 9                   | Nuhamin Bogale   | ETH  | 4:27,61    |
|                     | Marta Pen        | POR  | DNF        |
| Sabrina Southerland | USA              | DNF  |            |
| Heidi See           | AUS              | DNF  |            |
| Alexa Efraimson     | USA              | DNF  |            |

#### 100 m Hürden
| Platz | Athlet            | Land | Zeit (s) |
| ----- | ----------------- | ---- | -------- |
| 1     | Danielle Williams | JAM  | 12,64    |
| 2     | Sharika Nelvis    | USA  | 12,81    |
| 3     | Evonne Britton    | USA  | 12,96    |
| 4     | Taliyah Brooks    | USA  | 13,04    |
| 5     | Tonea Marshall    | USA  | 13,05    |

Wind: −0,2 m/s

#### Weitsprung
| Platz | Athlet         | Land | Weite (m) |
| ----- | -------------- | ---- | --------- |
| 1     | Taliyah Brooks | USA  | 6,30      |
| 2     | Akela Jones    | BAR  | 6,29      |

#### Kugelstoßen
| Platz | Athlet              | Land | Weite (m) |
| ----- | ------------------- | ---- | --------- |
| 1     | Jessica Ramsey      | USA  | 19,21     |
| 2     | Magdalyn Ewen       | USA  | 18,81     |
| 3     | Chase Ealey         | USA  | 18,70     |
| 4     | Danniel Thomas-Dodd | JAM  | 17,85     |
| 5     | Jessica Woodard     | USA  | 17,82     |
|       | Portious Warren     | TTO  | NM        |